# Ben Nicholson

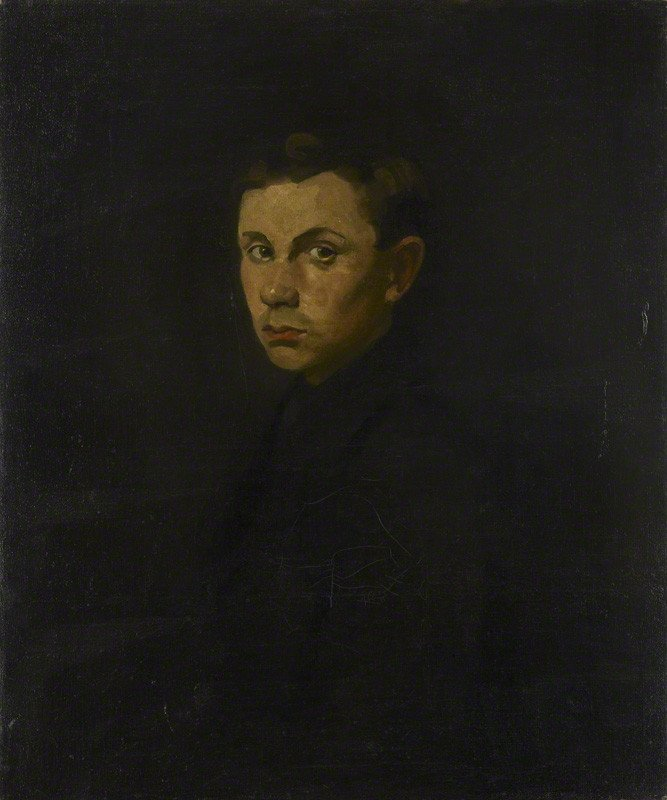
Mabel Pryde: Ben Nicholson, etwa 1910–1914

Benjamin Lauder „Ben“ Nicholson OM (* 10. April 1894 in Denham in der Grafschaft Buckinghamshire; † 6. Februar 1982 in London) war ein britischer Maler und Objektkünstler. Nicholson war der Sohn der Künstlerin Mabel Pryde und des Malers William Nicholson und der Bruder der Malerin Nancy Nicholson. Von 1938 bis 1951 war er mit der Bildhauerin Barbara Hepworth verheiratet.

## Leben

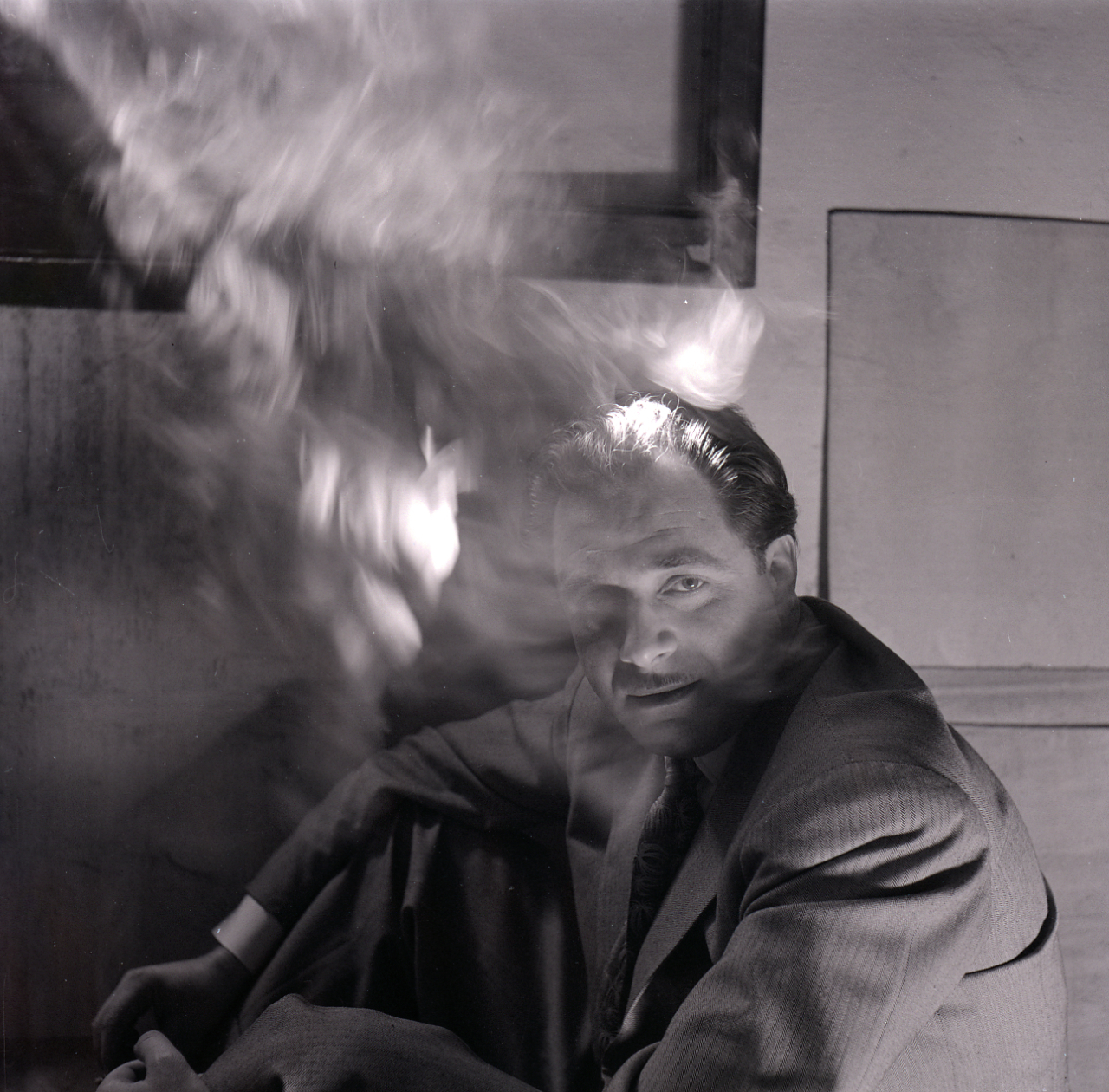
Ben Nicholson fotografiert von Paolo Monti, 1960 in Brissago, Schweiz

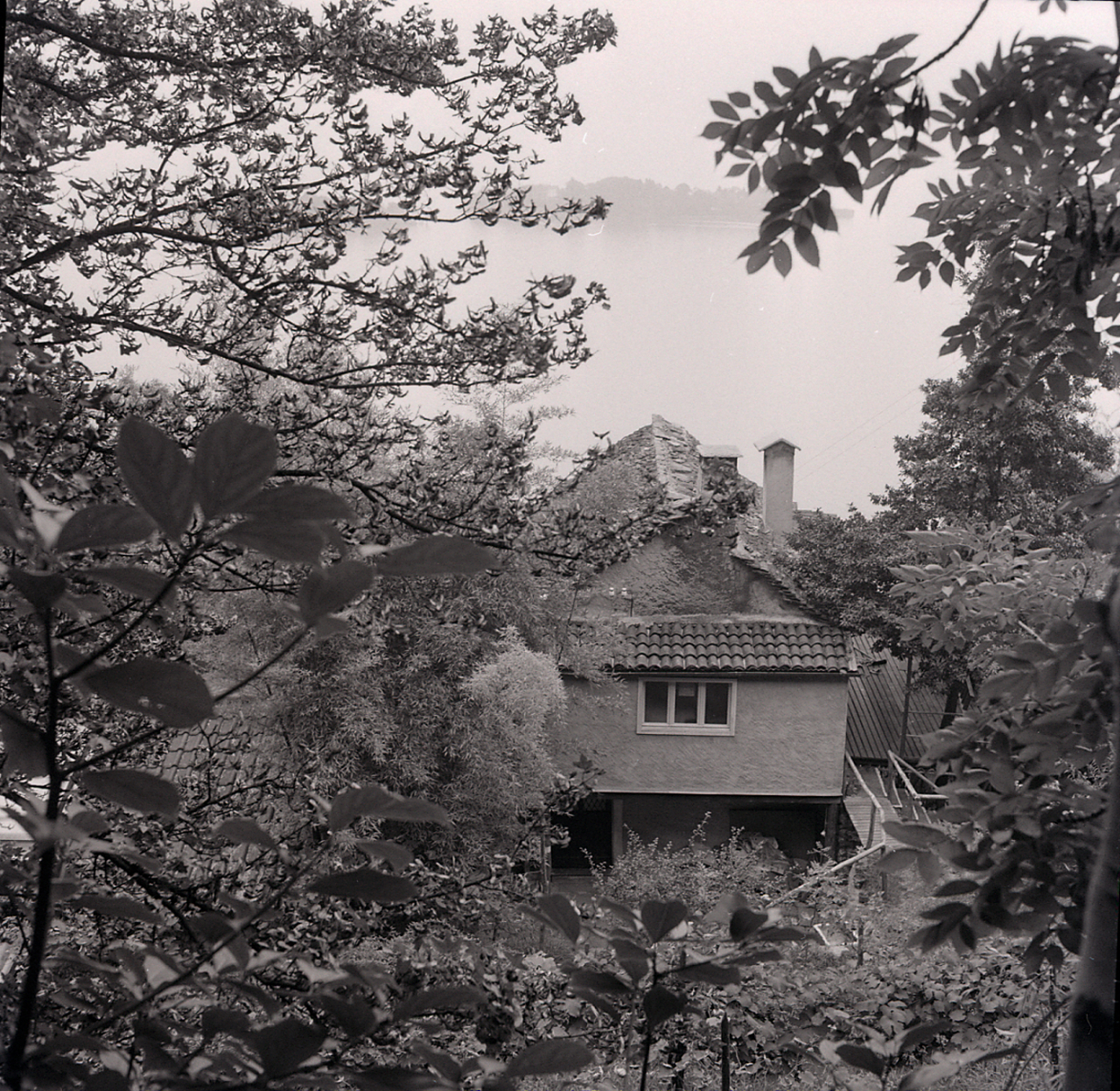
Ben Nicholsons Künstlerstudio, 1960, Foto von Paolo Monti

Nicholson besuchte die Gresham’s School in Norfolk und 1911 für ein Semester die Slade School of Art in London. Zwischen 1911 und 1918 hielt er sich in Tours, Mailand, auf Madeira, in London, Nord-Wales und in Pasadena auf.
1920 heiratete Nicholson die Malerin Winifred Roberts, mit der er drei Kinder hatte. 1925 schloss er sich der Gruppe „Seven and Five“ in London an, die er jedoch 1936 wieder verließ. Mitglied der Gruppe „Unit One“ wurde er 1933. Im Jahr 1938 heiratete er in zweiter Ehe Barbara Hepworth, mit der er ebenfalls drei Kinder hatte, es waren Drillinge, geboren 1934. Von 1932 bis 1939 lebte er in London und hatte Kontakte mit Piet Mondrian und Naum Gabo. 1939 bezog das Paar seinen Wohnsitz in St Ives in Cornwall, wo er bis 1955 lebte und wo sich um ihn und Barbara Hepworth ein Zentrum abstrakter Kunst, die sogenannte „Penwith Society of Artists“, bildete. Die Scheidung von Barbara Hepworth erfolgte 1951.

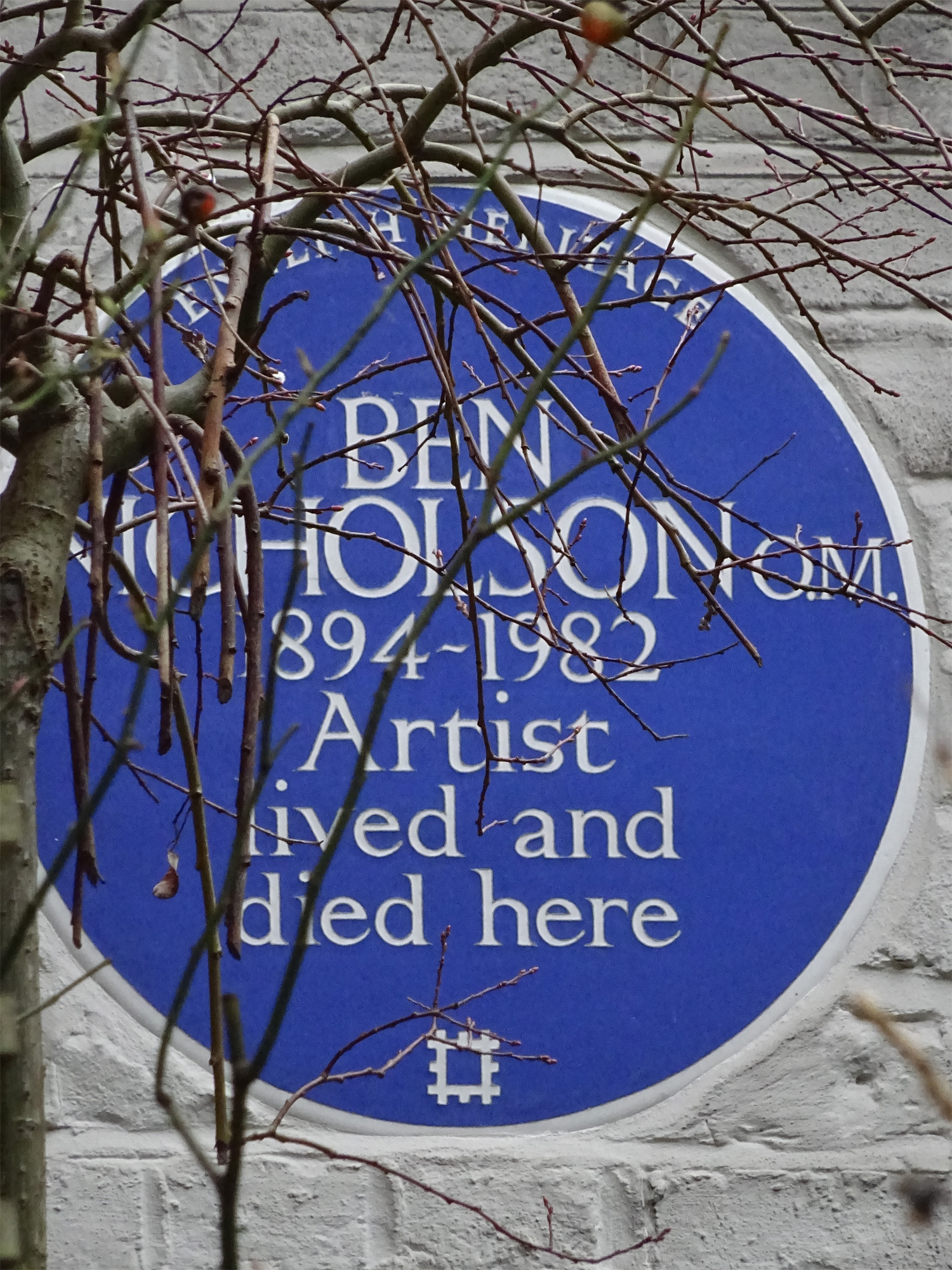
English Heritage Blue Plaque 2B Pilgrims Lane, Hampstead

Eine Retrospektive seiner Arbeiten wurde 1955 in der Tate Gallery in London ausgestellt. Im Jahr 1958 ließ er sich mit seiner dritten Frau, die er 1957 geheiratet hatte, der Schweizer Fotografin Felicitas Vogler in Castagnola am Lago Maggiore nieder. 1971 trennte er sich von ihr und zog allein nach Cambridge. Die Scheidung erfolgte im Jahr 1977. Sein letzter Wohnort ab 1972 war Hampstead in London, wo er bis zu seinem Tod im Atelier arbeitete. Eine Blue Plaque an seinem Wohnhaus erinnert dort an ihn.
In seinem Schaffen wurde er von Pablo Picasso und dem Niederländer Piet Mondrian beeinflusst. Von letzterem stammt der stilistische Begriff Neoplastizismus, der auch für Nicholsons Werke bestimmend wurde, nämlich die Betonung der Senkrechten und Waagrechten sowie von Gelb, Rot und Blau als Primärfarben und der farblosen Stufen Weiß, Grau und Schwarz. Bis 1937 war er Mitglied der Gruppe „Abstraction-Création“.
Einige seiner Werke sind in der Tate Gallery, St Ives und Kettle’s Yard Art Gallery in Cambridge ausgestellt.

## Werke
Nicholson schuf Landschaften und Stillleben sowie Reliefs.
- Abbildungen auf artworks

## Ausstellungen (Auswahl)
- 1922: Adelphi Gallery, London
- 1934: 19. Biennale di Venezia, Venedig
- 1954: 27. Biennale Venedig, Venedig
- 1955: documenta 1, Kassel
- 1959: documenta II, Kassel
- 1964: documenta III, Kassel

## Ehrungen (Auswahl)
- 1957: Großer Internationaler Preis für Malerei bei Biennale von São Paulo
- 1968: Order of Merit; Verleihung durch Königin Elisabeth II.